# احکام آشوکا
احکام آشوکا (انگلیسی: Edicts of Ashoka) مجموعه‌ای از بیش از سی کتیبه حک شده بر روی ستون‌های آشوکا و همچنین تخته سنگ‌ها و دیوارهای غار است که به امپراتور آشوکا نسبت داده می‌شود. آشوکا شاهی از امپراتوری مائوریا بود که از ۲۶۸ قبل از میلاد تا ۲۳۲ قبل از میلاد سلطنت می‌کرد. این کتیبه‌ها در مناطقی از بنگلادش، هند، نپال، افغانستان و پاکستان امروزی پراکنده شده‌اند و اولین شواهد ملموس از بودیسم را ارائه می‌دهند.